# Drosophila serripaenula
Drosophila serripaenula är en tvåvingeart som beskrevs av Toyohi Okada och Carson 1982. Drosophila serripaenula ingår i släktet Drosophila och familjen daggflugor.
Artens utbredningsområde är Nya Guinea.